# Emmelina amseli
Emmelina amseli là một loài bướm đêm thuộc họ Pterophoridae. Nó được biết đến ở Cộng hòa Dân chủ Congo, Kenya và Tanzania.